# Ehrharta rehmannii
Ehrharta rehmannii är en gräsart som beskrevs av Otto Stapf. Ehrharta rehmannii ingår i släktet Ehrharta och familjen gräs. Inga underarter finns listade i Catalogue of Life.